# Johann Wilhelm Engelbrecht

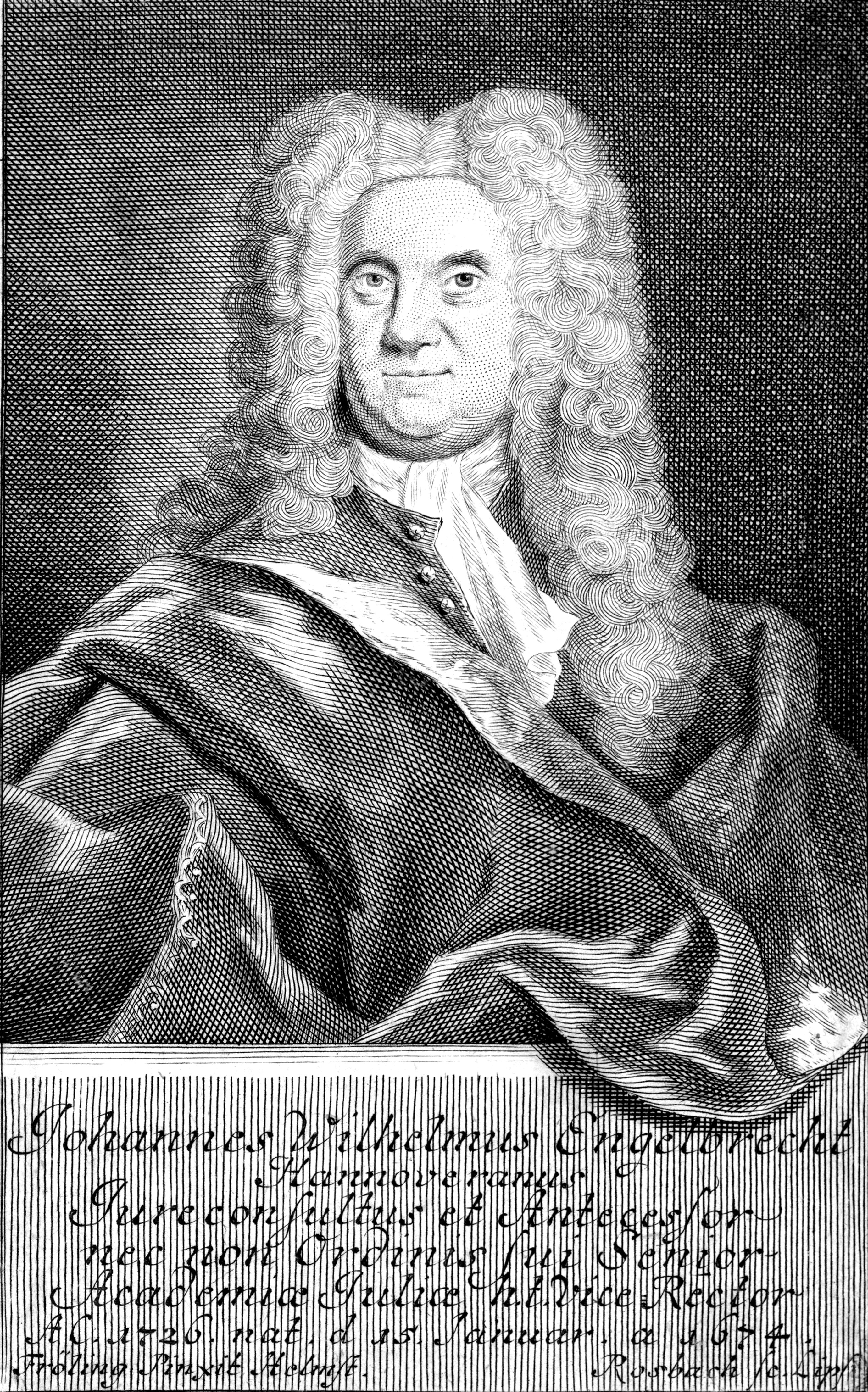
Johann Wilhelm Engelbrecht

Johann Wilhelm Engelbrecht (* 15. Januar 1674 in Hameln; † 12. Dezember 1729 in Helmstedt) war ein deutscher Jurist und Hochschullehrer an der Universität Helmstedt.

## Leben und Wirken
Johann Wilhelm Engelbrecht stammte aus einer Juristenfamilie. Sein Großvater Arnold Engelbrecht (1583–1638) war Kanzler und geheimer Rat in Wolfenbüttel, sein Vater Julius Arnold Heinrich Engelbrecht (1635–1675) Doktor beider Rechte und Hofrat. Sein Onkel Georg Engelbrecht der Ältere und seine Vettern Georg Engelbrecht der Jüngere und Christoph Johann Conrad Engelbrecht waren Helmstedter Rechtsprofessoren. Johann Wilhelm studierte Philosophie und Rechtswissenschaften in Helmstedt, 26. Oktober 1697 Universität Halle und der Universität Leipzig, wo er sich 1699 den akademischen Grad eines Magisters der Philosophie erwarb.
Nach seinem Studienabschluss wurde er zunächst Hofmeister für zwei junge Adlige von Rheden in Halle und dann auf Ernennung durch Abt Molanus Syndikus des Klosters Loccum.
1701 erhielt er einen Ruf auf einen Lehrstuhl an der philosophischen Fakultät als Professor der Ethik an der Universität Helmstedt. 1705 wechselte er auf eine Rechtsprofessur an der dortigen juristischen Fakultät. Im folgenden Jahr wurde er an der Universität Rinteln zum Doktor der Rechte promoviert. Dreimal (1712, 1716 und 1726) war er Vizerektor der Universität. Im Jahr 1727 wurde er zum großbritannisch-braunschweigisch-lüneburgischen Hofrat ernannt.
Johann Wilhelm Engelbrecht verfasste mehrere rechtswissenschaftliche Schriften zu unterschiedlichen Gebieten. Besonders zeichnete er sich in der Lehre aus.
Er war zwei Mal verheiratet. Seine erste Ehe schloss er 1706 mit Hedwig Sophia Best (11. November 1688–27. Juni 1722). Seine zweite Frau wurde am 27. Dezember 1722 Christina Sophia Mecke, Tochter des Johann Friedrich Mecke. Aus beiden Ehen sind 4 Kinder bekannt.

## Werke (Auswahl)
- Leges Locrensium Zaleuco auctore promulgatae. Ex Demosthene, Polybio, Diodoro Siculo, Strabone, Valerio Maximo, Plutarcho, Aeliano, Stobaeo, & aliis excerptae, & ex legibus naturae, Romanis, ac doctrina maxime peripateticorum illustratae. Förster, Leipzig 1699. (Digitalisat)
- Dissertatio academica de iusto naturali ludorum in pecuniam. Von Geld- und Glück-Spielen. Hamm, Helmstedt  1704. (Digitalisat)
- Iohannis Wilhelmi Engelbrecht Commentatio juris gentivm de militantium officio in expeditionibus bellicis, vulgo in Feld-Zügen und Bataillen. Hamm, Helmstedt 1705. (Digitalisat)
- Dissertatio Juridica Inauguralis De Jure Poenarum Capitalium In Homicidio Doloso. Enax, Rinteln 1706. (Digitalisat)
- Dissertatio iuridica inauguralis De iure stapulae. Hamm, Helmstedt 1711. (Digitalisat)
- Disputatio inauguralis iuridica de creditore antichretico ad fructus percipiendos non obligato. Schnorr, Helmstedt 1724 (Digitalisat)
- Commentatio De Jure Agnorum Vulgo: Von Lämmer Recht. Schnorr, Helmstedt 1745. (Digitalisat)